# Обровское болото
О́бровское болото — болото низинного типа, в Ивацевичском, частично в Березовском и Ивановском районах Беларуси, в водосборе Ясельды.
На территории болота образован Споровский биологический заказник.

## Описание болота
Площадь 22,9 тыс. га. Глубина торфа до 4,5 м, средняя 1,1 м, степень разложения 27 %, зольность 11,7 %.